# Mar Adriàtica
La mar Adriàtica o Hadriàtica, o el mar Adriàtic o Hadriàtic, és una part de la mar Mediterrània entre les costes de la península Itàlica, al sud i a l'oest, i de la península Balcànica, al nord i a l'est, des del golf de Venècia fins al canal d'Òtranto, que la uneix amb la resta de la Mediterrània, a l'àrea anomenada mar Jònica.
La mar Adriàtica banya sis estats: Itàlia, Eslovènia, Croàcia, Bòsnia i Hercegovina, Montenegro i Albània. En italià, rep el nom de Mare Adriatico; en albanès, Deti Adriatik; en bosnià i croat, Jadransko more; en montenegrí, Jadransko more o Јадранско море, i en eslovè, Jadransko morje.
El nom Adriàtic, segons alguns historiadors, deriva de la ciutat d'Adria, a la província de Rovigo, al Vèneto. Segons d'altres, derivaria d'Atria (antigament Hadria i després Hatria), ciutat molt antiga de l'Abruzzo; una altra hipòtesi el faria derivar del nom de Jader, antic nom de Zadar. Quan els romans conqueriren el nord d'Itàlia, a la fi del segle iii aC, el nom ja estava consolidat. A la mar Adriàtica, hi ha diversos ports importants, entre els quals destaquen Rijeka (Fiume) i Split (Spalato) a Croàcia, Koper (Capodistria) a Eslovènia i els ports italians de Bari, Ancona, Venècia i Trieste (Trst), que va ser la sortida marítima de l'Imperi austrohongarès a la Mediterrània.

## Geografia

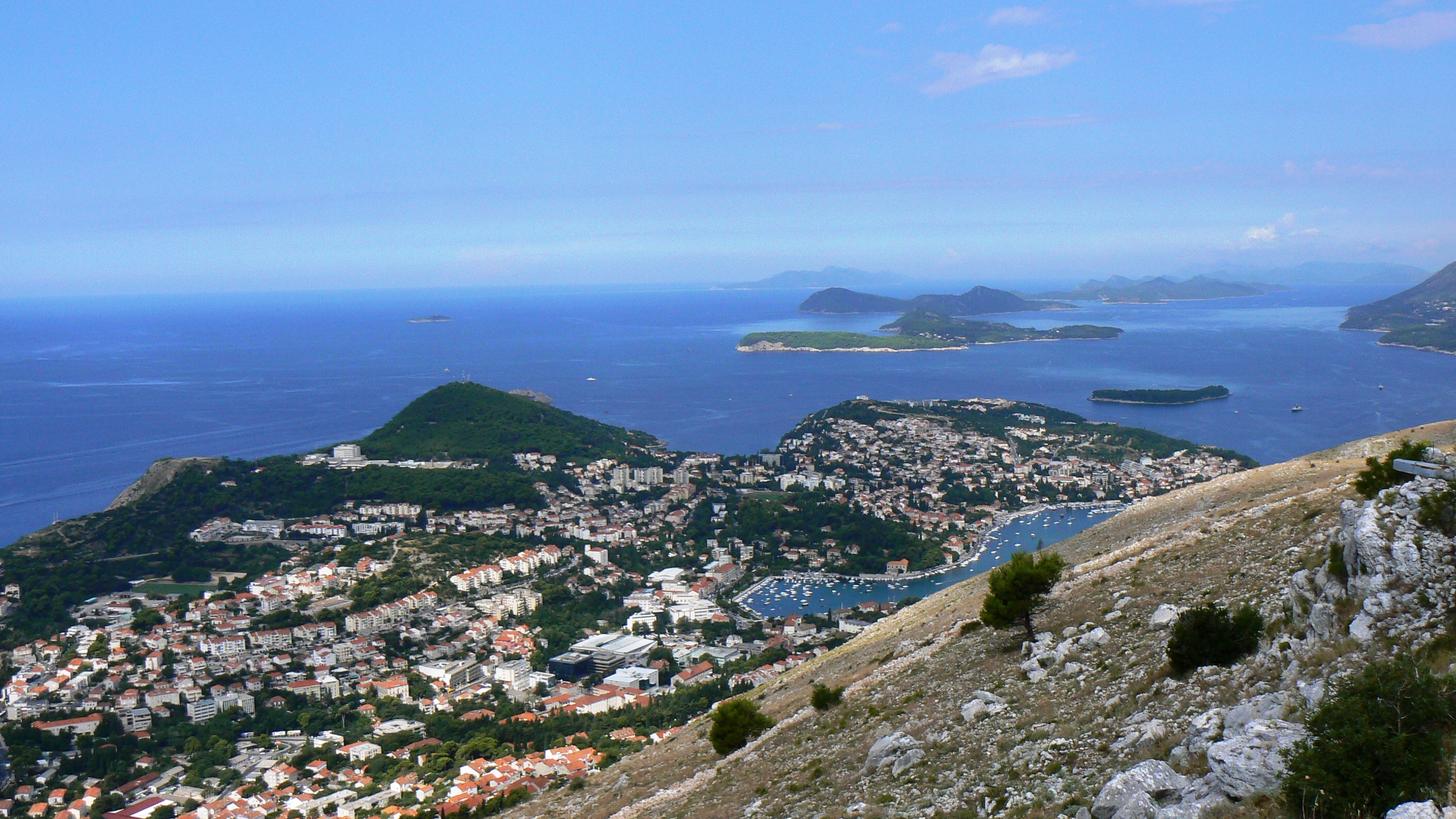
Costa adriàtica a Dubrovnik

La mar Adriàtica es considera una articulació del mar Mediterrani, però en el període preclàssic es considerava que era una articulació de la mar jònica. Durant el període medieval, els venecians anomenaven tot l'Adriàtic Golf de Venècia i també en deien il nostro canal, com si fos la continuació del Gran Canal. Fa prop de 800 km de llargada i de mitjana fa 150 km d'amplada, la seva superfície és de 132.000 km². La fondària no supera els 300 m en la part septentrional i arriba a 1.222 m més al sud. L'Adriàtic s'uneix al mar Jònic pel Canal d'Òtranto, o sigui, l'estret de mar entre punta Palascia, al Salento, i cap Linguetta a Albània.
Els principals cursos d'aigua que desemboquen a l'Adriàtic són el Po, l'Adige, l'Isonzo, el Tagliamento, el Brenta, el Piave, el Reno, la Narenta, el Metauro i l'Aterno-Pescara. En general, els rius del nord, alimentats per glaceres alpines, tenen un règim més regular al llarg de l'any, mentre que els centrals i meridionals presenten un caràcter torrencial. L'amplitud de la marea està força continguda (prop de 30 cm al sud i no més de 90 cm a l'extrem nord): això ha permès des de l'antiguitat la fundació a la costa septentrional de centres habitats com Aquileia, Chioggia, Grado, Venècia, famosa en tot el món pel fenomen de l'acqua alta que periòdicament la submergeix unes quantes desenes de centímetres en molts llocs, i Ravenna.

### Golfs, entrades i promontoris
La costa occidental es presenta baixa i sorrenca, excepte el promontori del Gargano, el promontori del Conero i el promontori de San Bartolo, mentre que l'oriental és rocallosa, amb moltes entrades, illes i penínsules, com Ístria i la Dalmàcia.
| Les badies i promontoris entre Punta Palascia i Pula són: | Entre Pula i Cap Linguetta la costa es presenta molt articulada | Les principals illes |
| --- | --- | --- |

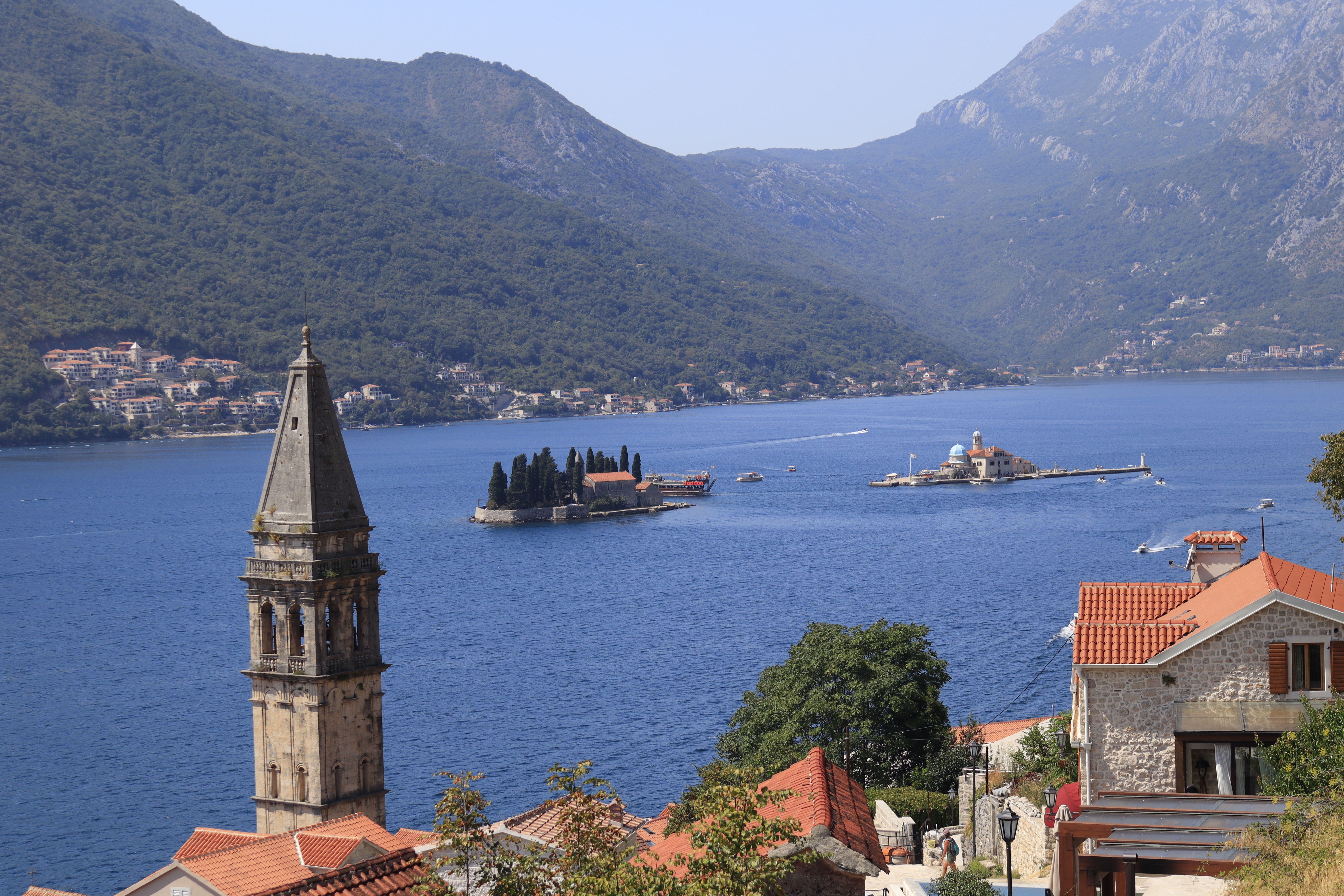
Badia de Kotor, al sud de l'Adriàtica

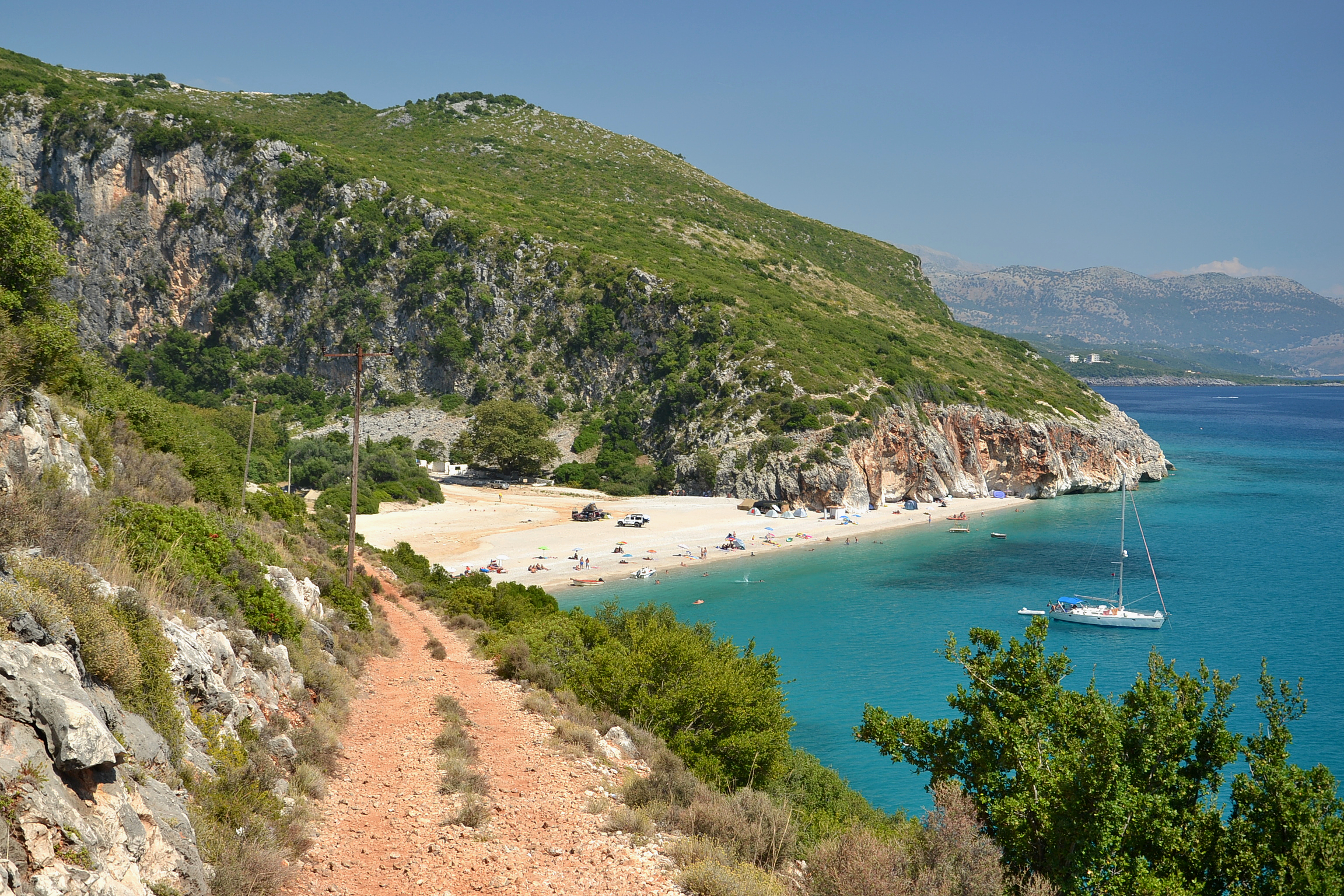
La Península de Karaburun, al sud d'Àlbania, on la mar Adriàtica es troba amb la mar Jònica

| - Golf de Venècia - Golf de Trieste - Golf de Panzano (davant Monfalcone i Duino) - Badia Muggia (entre Muggia i Trieste) - Vall de Capodistria - Vall de Pirano - Llacuna de Grado - Llacuna de Marano - Llacuna de Caorle - Llacuna Vèneta (Venècia, Chioggia) - Delta del Po - promontori del Monte San Bartolo - Golf d'Ancona - promontori del Conero - Golf de Vasto - promontori del Gargano - Golf de Manfredonia | - Cap Promontore - Golf del Quarnaro - Golf de Fiume - Quarnerolo - Canal de la Morlacca - Canal de Zadar - Cap San Salvatore - Badia dels Castells (entre Split i Traù) - Canal de la Brazza - Canal de Lesina - Canal de Korčula - Canal de la Narenta o de Sabbioncello - Promontori de Sabbioncello - Canal de Meleda - Canal de Lagosta - Cap Ostro, al promontori de Prevlaka - Boca de Cattaro - Golf del Drin - Badia de Vlorë | Illes dàlmates (Croàcia) - Veglia, 409 km² - Cherso, 405,7 km² - Brazza, 396 km² - Lesina, 299,7 km² - Pago, 285 km² - Curzola, 279 km² - Illa Lunga, 124 km² - Meleda, 100,4 km² - Arbe, 93,6 km² - Lissa, 90,3 km² - Lussino, 74,4 km² - Pasmano, 63 km² - Šolta, 51,9 km² - Ugliano, 50,2 km² - Incoronata, 50 km² - Lagosta, 46 km². Illes Italianes - Tremiti, 3,18 km² |

### Hidrologia

Esquema dels corrents de la mar Adriàtica.
corrents superficials
corrents bentònics

La dinàmica de l’aigua costanera està determinada per les costes asimètriques i l'entrada de l’aigua de mar mediterrània a través de l'estret d’Otranto i més endavant al llarg de la costa oriental. La suau costa italiana (amb molt pocs sortints i sense illes importants) permet que el corrent adriàtic occidental flueixi sense problemes, compost d'una massa d’aigua relativament dolça a la superfície i una massa d’aigua freda i densa al fons. Els corrents costaners de la riba oposada són molt més complexos a causa de la línia de costa irregular, diverses illes grans i la proximitat dels Alps Dinàrics a la costa, que produeixen variacions significatives de temperatura entre el mar i l’interior, cosa que condueix a la creació de corrents locals. El moviment de les marees és normalment lleuger, generalment per sota dels 30 centímetres. El punt amfidròmic es troba a l'amplada mitjana a l'est d'Ancona.
Se sap que els nivells normals de marea augmenten significativament en un entorn propici, provocant inundacions costaneres; aquest fenomen es coneix a Itàlia —especialment a Venècia— com a acqua alta. Aquestes marees poden superar els nivells normals en més de 140 centímetres, amb el nivell de marea més alt de 194 centímetres observat el 4 de novembre de 1966. Aquestes inundacions són causades per una combinació de factors, incloent l'alineació del Sol i la Lluna, factors meteorològics com les onades de tempesta relacionades amb el sirocco (xaloc) i la forma geomètrica de la conca, que amplifica o redueix el component astronòmic. A més, la forma rectangular estreta i llarga de l'Adriàtica és la font d'un moviment oscil·lant de l'aigua al llarg de l'eix menor de la conca. Finalment, Venècia és cada vegada més vulnerable a les inundacions a causa de la subsidència del sòl de la zona costanera. Aquestes marees inusualment altes que causen inundacions també s'han observat en altres llocs de la mar Adriàtica, i també s'han registrat en els darrers anys a les ciutats de Koper, Zadar i Šibenik.

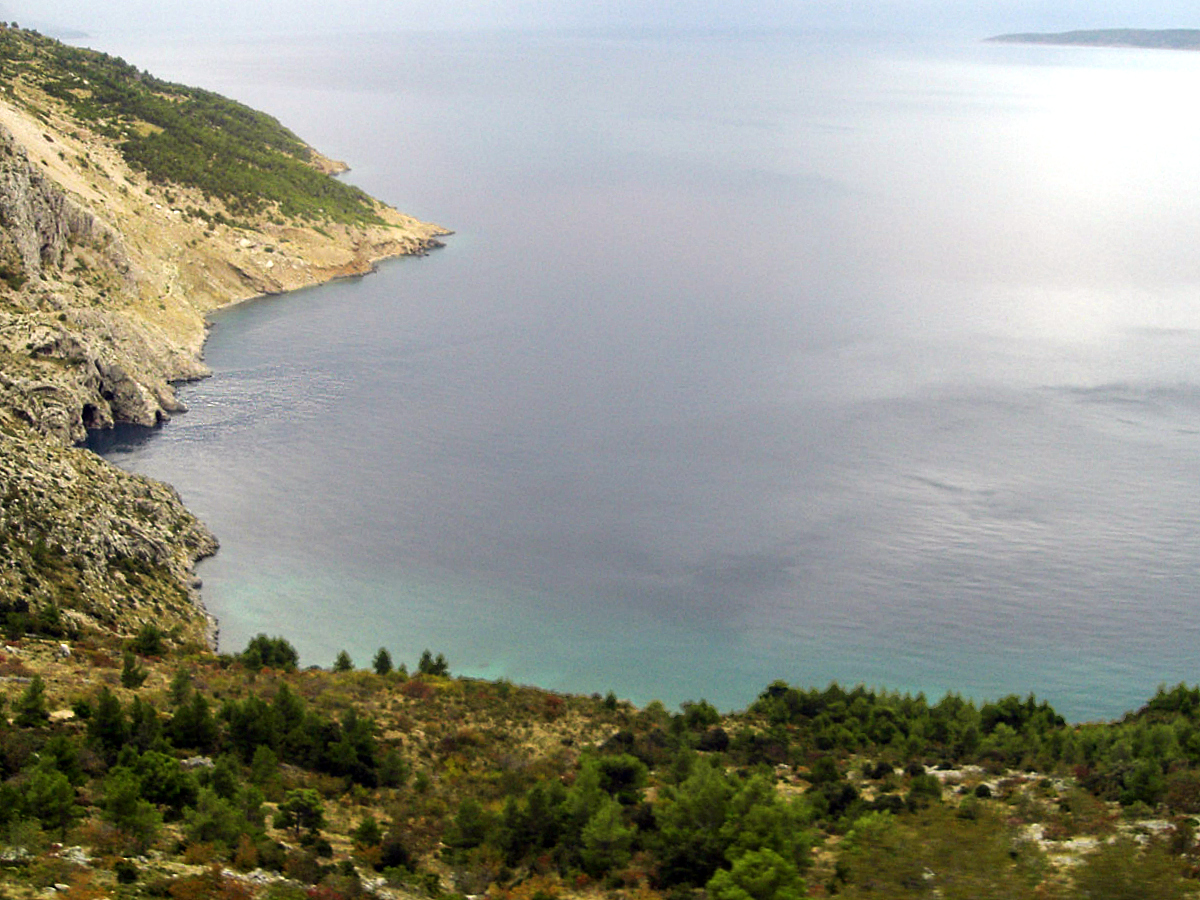
Una font submarina a prop d’Omiš, observada a través de les ondulacions de la superfície del mar

S'estima que tot el volum de l'Adriàtica s'intercanvia a través de l'estret d'Òtranto en 3,4 (± 0,4) anys, un període relativament curt. Per exemple, són necessaris aproximadament 500 anys per intercanviar tota l’aigua de la mar Negra. Aquest curt període és particularment important ja que els rius que desemboquen a l’Adriàtic descarreguen fins a 5.700 metres cúbics per segon. Aquesta taxa d’abocament equival al 0,5% del volum total de la mar Adriàtica, o una capa d’aigua d’1,3 metres cada any. La major part de la descàrrega d'un riu prové del Po (28%), amb una descàrrega mitjana de 1.569 metres cúbics per segon. Pel que fa a l’abocament total anual a tota la Mediterrània, el Po ocupa el segon lloc, seguit del Neretva i el Drin, que ocupen el tercer i el quart lloc. Un altre important contribuent d’aigua dolça a l’Adriàtica és la descàrrega d’aigües subterrànies submarines a través de fonts submarines (en croata: vrulja); s'estima que representa el 29% del flux total d'aigua cap a l'Adriàtica. Les fonts submarines inclouen fonts termals, descobertes al mar prop de la ciutat d'Izola. Les aigües termals de font són riques en sulfur d’hidrogen, tenen una temperatura de 22 a 29,6 °C i han permès el desenvolupament d’ecosistemes específics. L'entrada d’aigua dolça, que representa un terç del volum d’aigua dolça que desemboca a la Mediterrània, fa de l’Adriàtica una conca de dilució per a la mar Mediterrània.

### Ports
Els ports principals per països són els següents:
- A Itàlia, a més dels ports principals de Trieste, Venècia, Ravenna, Ancona, Pescara, Bari (Pulla), Bríndisi, també hi ha: a Puglia Òtranto, Monopoli, Polignano a Mare, Mola di Bari, Giovinazzo, Molfetta, Bisceglie, Trani, Barletta, Manfredonia. A Molise: Termoli. A Abruzzo: Vasto, Ortona (Abruços), Giulianova. A Marche: San Benedetto del Tronto, Civitanova Marche, Senigallia, Fano, Pesaro. A Emilia-Romagna: Porto Garibaldi, Marina di Ravenna, Cattolica, Rimini. A Veneto: Chioggia, Jesolo, Caorle. A Friül - Venècia Júlia: Lignano Sabbiadoro, Grado, Monfalcone, Sistiana, Muggia.
- A Eslovènia: Capodistria, Isola d'Ístria, Pirano.
- A Croàcia: Cittanova d'Ístria, Parenzo, Rovigno, Pula, Abbazia, Fiume, Porto Re, Nona, Zadar, Sebenico, Spalato, Macarsca, Ragusa.
- A Bòsnia i Hercegovina: Neum. També utilitza el port croat de Ploče (en italià, Porto Tolero).
- A Montenegro: Cattaro, Antivari, Dulcigno.
- A Albània: Durazzo, Vlorë, Shëngjin, Saranda.

## Geologia

### Costa

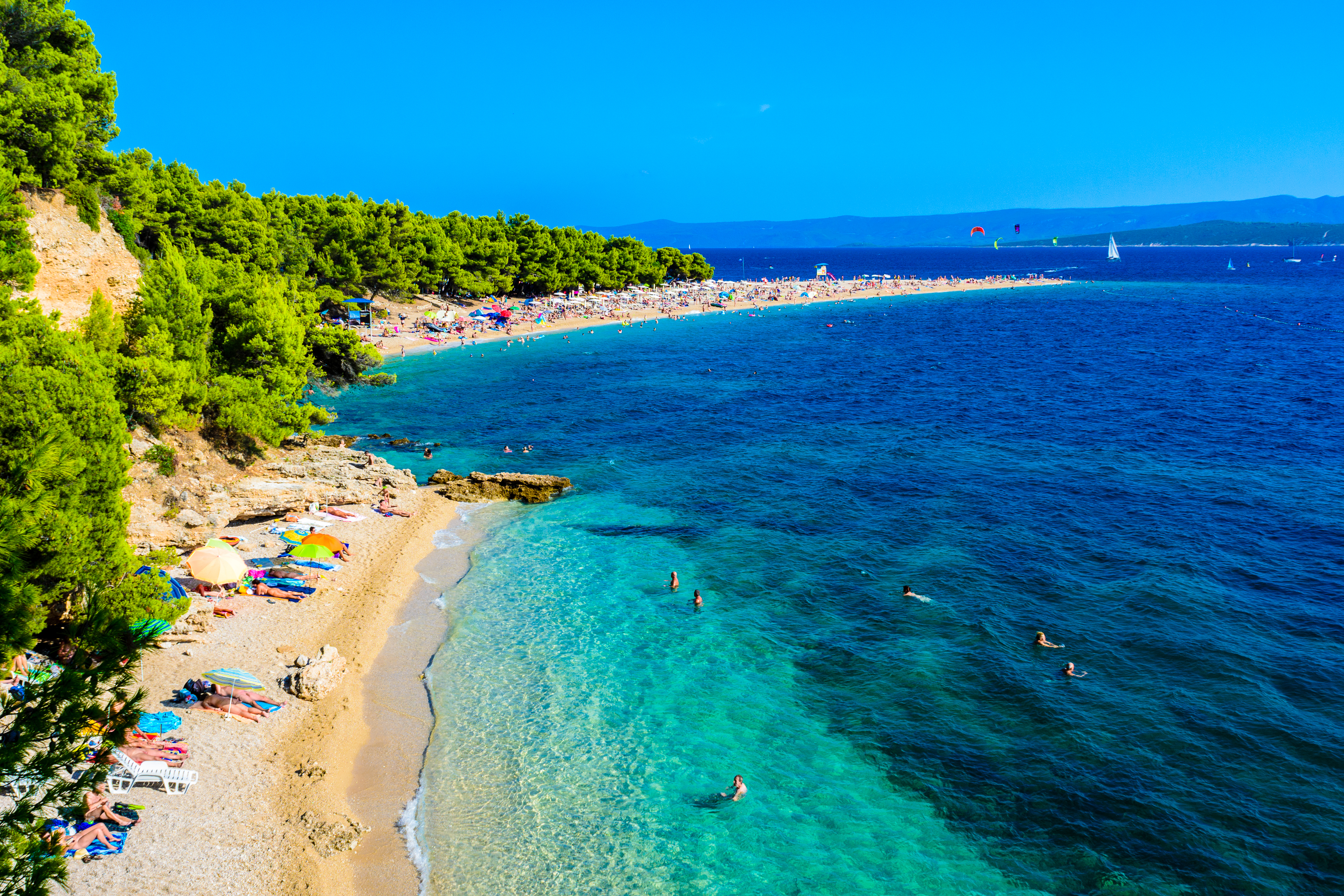
Platja de còdols a l’illa de Brač, a la mar Adriàtica, a Croàcia

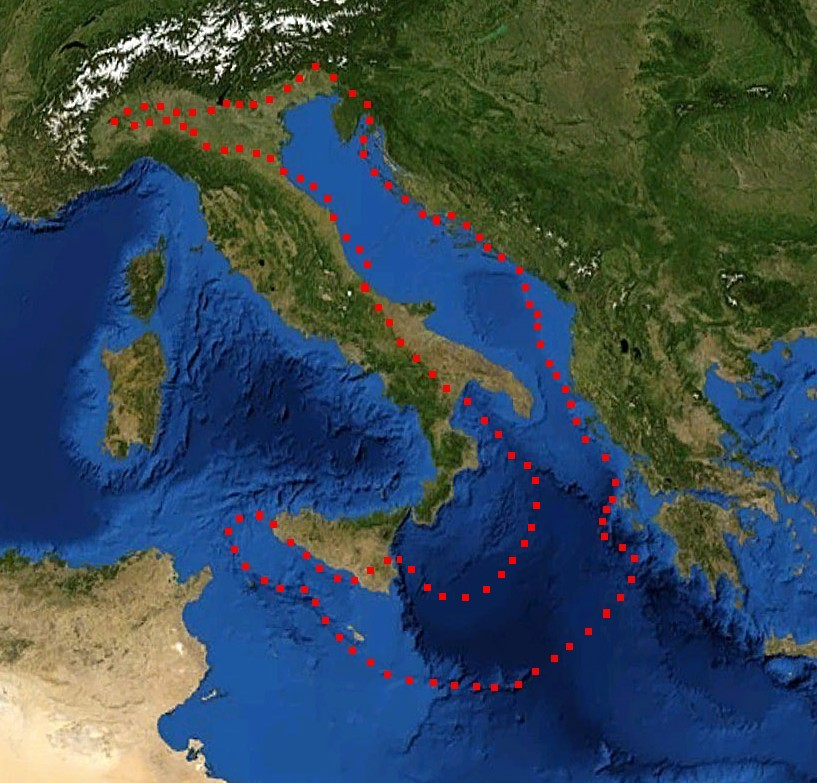
Límits de la placa adriàtica

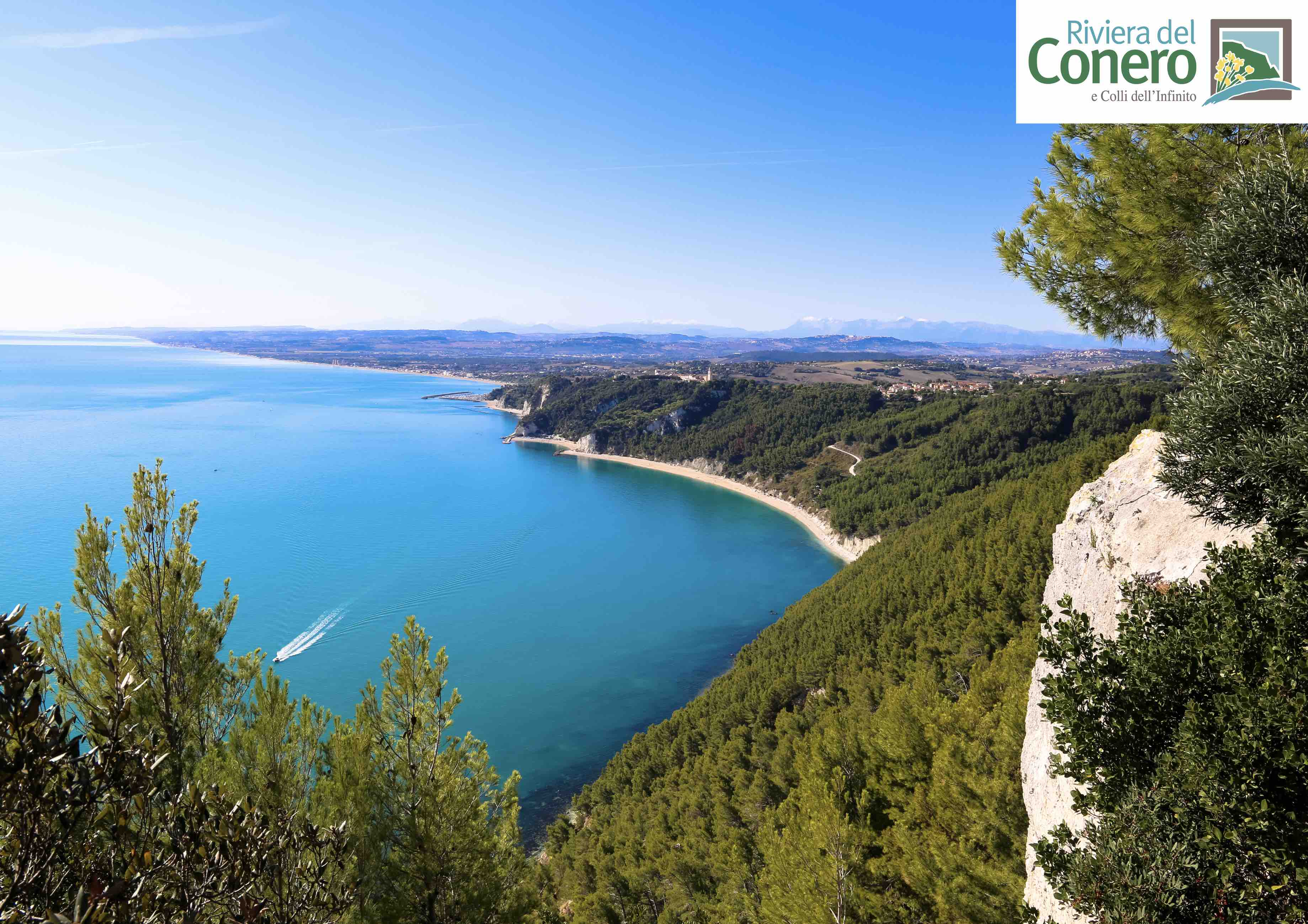
Costa de Conero a Itàlia

La part croata de la costa oriental de l'Adriàtic és la costa mediterrània més retallada. La major part de la costa oriental es caracteritza per una topografia càrstica, desenvolupada a partir de l'exposició de la Plataforma de Carbonat Adriàtic a la meteorització. La carstificació va començar en gran part després de l’aixecament final dels Dinàrides en l'Oligocè i al Miocè, quan els dipòsits de carbonat estaven exposats a efectes atmosfèrics; això es va estendre fins al nivell de 120 metres per sota del nivell actual del mar, exposat durant l'últim màxim glacial. S'estima que algunes formacions càrstiques provenen de baixades anteriors del nivell del mar. De la mateixa manera, el càrstic es va desenvolupar a la Pulla a partir de la Plataforma de Carbonat de la Pulla.
La major part de la costa oriental està formada per roques carbonatades, mentre que el flysch (un tipus particular de roca sedimentària) està significativament representat a la costa del golf de Trieste, especialment al llarg de la costa d'Eslovènia, on es troba el penya-segat Strunjan, de 80 metres, el penya-segat més alt de tota l'Adriàtica i l'únic del seu tipus a la costa oriental de l'Adriàtica, es troba, a la costa del golf de Kvarner enfront de Krk i a Dalmàcia al nord de Split. Roques del mateix tipus es troben a Albània i a la costa occidental de l'Adriàtica.
Hi ha alternances de sediments marítims i al·luvials que es produeixen a la vall del Po, a la costa nord-oest de l'Adriàtica i a l'oest fins a Piacenza, que daten del Plistocè a mesura que el mar avançava i retrocedia sobre la vall. Un avanç va començar després de l'últim màxim glacial, que va portar l'Adriàtica a un punt àlgid fa uns 5.500 anys. Des de llavors, el delta del Po ha anat progressant. La taxa de progradació de la zona costanera entre el 1000 aC i el 1200 dC va ser de 4 metres a l'any. Al segle xii, el delta avançava a una velocitat de 25 metres per any. Al segle xvii, el delta va començar a convertir-se en un entorn controlat per l’ésser humà, a mesura que va començar l'excavació de canals artificials; els canals i els nous distribuïdors del Po han progressat a una velocitat de 50 metres per any o més des de llavors. Només a Itàlia hi ha més de 20 rius que desemboquen a la mar Adriàtica, formant també costes al·luvials, incloent les llacunes de Venècia, Grado i Caorle. Hi ha costes al·luvials orientals més petites de l’Adriàtica oriental, als deltes del riu Dragonja, Bojana i Neretva.
| Estat | Continent | Illes | Total   | Front costanera |
| --- | --------- | ----- | ------- | --------------- |
| Croàcia | 1.777.3   | 4.058 | 5.835,3 | 526             |
| Itàlia | 1.249     | 23b   | 1.272   | 926             |
| Albània | 396       | 10    | 406     | 265             |
| Montenegro | 249       | 11    | 260     | 92              |
| Eslovènia | 46,6      | 0     | 46,6    | 17              |
| Bòsnia i Hercegovina | 21,2      | 0     | 21,2    | 10,5            |
| Total | 3.739,1   | 4.102 | 7.841,1 | 1.836,5         |
| Notes: a La distància entre els punts extrems de la costa de cada estat, b Sense incloure les illes de les llacunes costaneres |           |       |         |                 |

## Mites i llegendes
Una de les llegendes més conegudes és la dels argonautes. Ambientada a Pola (Pula) a Croàcia, els quals, venint de la Còlquida, pararen a l'Adriàtic per la por d'haver de comunicar al rei la fallida de la seva missió i la mort del seu fill Jàson. Segons la llegenda, l'illa Brioni, a la península d'Ístria, havia nascut per la mà dels àngels.